# Колпачный переулок
Колпа́чный переу́лок — улица в центре Москвы в Басманном районе между Покровкой и Хохловским переулком.

## Происхождение названия
Название переулка возникло в первой половине XVII века. В этом районе располагалась Колпачная слобода мастеров, изготовлявших головные уборы (колпаки).

## Описание
Колпачный переулок начинается справа от Покровки, спускается на юг до Хохловского переулка.

## Здания и сооружения

### По нечётной стороне
- № 3, стр. 1 — школьное здание (1939; 1980-е)[1].
- № 3, стр. 2 — городская усадьба А. И. Онучина — Д. Е. Тверитинова — Г. А. Тембоза (кон. XVII в. — XIX в.: Главный дом с палатами, кон. XVII в., 1730-е гг., 1764 г., XIX в.), объект культурного наследия регионального значения[1].
- № 5 — городская усадьба банкира и промышленника А. Л. Кнопа (1901, архитектор К. В. Трейман), построенная в неоготическом стиле[2]. Все строения усадьбы отнесены к категории объектов культурного наследия регионального значения[1].
  - № 5. стр. 1 — сторожка (1901)[1].
  - № 5. стр. 2 — главный дом (1901; 1940-е)[1]. В 1920-х — начале 1930-х годов в доме размещалось представительство Украинской ССР; затем — Комитет по высшему техническому образованию при ЦИК СССР, где в 1932—1936 годах работал Г. М. Кржижановский. Позднее вплоть до 1990-х годов дом занимали Московский городской комитет ВЛКСМ[3] и Московский областной комитет ВЛКСМ. На доме установлены две памятные доски: мраморная — Зое Космодемьянской, которой здесь была вручена путёвка на фронт; бронзовая — с барельефным портретом Г. М. Кржижановского.
  - № 5. стр. 3 — службы (конюшни, каретный сарай) (1901; середина XX века)[1].
  - № 5. стр. 4 — службы (прачечная, кучерская) (1901)[1].
  - № 5. стр. 6 — электростанция (1901)[1].
- № 7 — городская усадьба Д. А. Четверикова — Ф. Л. Кнопа. Ограда возведена в 1864 году по проекту архитектора А. С. Каминского[1].
  - № 7, стр. 2,  памятник архитектуры (региональный) — главный дом городской усадьбы (XVIII — XIX века, начало XX века, архитекторы А. С. Каминский, Б. В. Фрейденберг, К. В. Трейман).
  - № 7, стр. 3,  ЦГФО — хозяйственная постройка (1862)[1].
- № 9, стр. 1,  памятник архитектуры (региональный) — городская усадьба Г. П. Юргенсона (П. И. Юргенсона[4]) (1912, архитектор В. Д. Глазов)[1]. Часто ошибочно считается, что здесь у издателя Юргенсона часто бывал П. И. Чайковский, но само здание построено намного позже смерти композитора  (на самом деле П. И. Чайковский подолгу бывал, а позднее и жил в специально сделанных для него комнатах с отдельным входом, в усадьбе Юргенсона, Хохловский пер., д. 7-9)[5]. В советское время здание занимало представительство Совета Министров Якутской АССР[3]. В настоящее время — лечебно-диагностический центр Генерального штаба Вооружённых сил РФ.
- № 9А, стр. 1 — Школа — Институт международного рабочего движения (1939; 1970—1990-е)[1][3]. Сейчас — Институт социологии РАН, Центр политологии и политической социологии.
- № 11, стр. 1 — доходный дом А. П. Снегирёвой (К. В. Снегирёва[3]) (1912, архитектор В. Д. Глазов; после 1917; 1970—1990)[1]. В 1948—1951 годах — особняк-квартира министра государственной безопасности СССР В. С. Абакумова. В настоящее время — один из офисов Службы внешней разведки РФ.
- № 13, стр. 1,  памятник архитектуры (вновь выявленный объект) — здание электростанции (конец 1930-х — 1940-е)[1].

### По чётной стороне
- № 4, стр. 1 — доходный дом (1877; 1902, архитектор Л. Н. Кекушев)[1].
- № 4, стр. 4 — жилой дом с палатами дьяка Тверитинова (гимназия Л. Вяземской) (1720-е; 1800-е; 1907, К. К. Гиппиус[6]; 1993—1994 гг. — реконструкция)[1]. В гимназии Вяземской учились О. Н. Андровская, Лиля Брик и Эльза Триоле[6]; позже стала школой № 25, где учились братья Гинзбурги (Александр Галич и Валерий Гинзбург)
- № 4, стр. 3,  памятник архитектуры (региональный) — ювелирная фабрика О. Ф. Курлюкова с конторой и магазином (1902, архитектор Л. Н. Кекушев)[1].
- № 6, стр. 2, 3,  памятник архитектуры (федеральный) — дом Долгоруковых (XVI—XVII века, 1714, 1730-е — начало 1740-х, 1751—1758, 1761—1764; архитекторы Д. В. Ухтомский, В. Я. Яковлев[1][7]. Здание каретного сарая (стр. 3) невзирая на охранный статус было снесено и заменено новоделом 2014 года постройки.
- № 6, стр. 4, 5,  ЦГФО — жилые дома кооператива «Московский почтовик» (начало 1930-х)[1].
- № 6, стр. 6а — хозяйственная постройка городской усадьбы В. А. Сиротина (1860—1870-е; после 1924)[1].
- № 6, стр. 7 — хозяйственная постройка городской усадьбы В. А. Сиротина (1860-е; 1970-е)[1].
- № 8/5, стр. 1,  ЦГФО — жилой дом с гаражом (1940)[1]. Сейчас — Пожарная часть № 47 МЧС.
- № 10/7, стр. 2, 4,  памятник архитектуры (федеральный) — Палаты Мазепы (XVI—XVII века)[1].
- № 12 (№ 10/7, стр. 1) — Петропавловская женская гимназия. Красное трёхэтажное кирпичное здание было построено в 1892 году архитектором В. А. Коссовым для женского отделения училища при расположенном рядом евангелическо-лютеранском кафедральном соборе святых апостолов Петра и Павла (лютеранской Петропавловской кирхи). Мужское отделение гимназии находилось поблизости, в Петроверигском переулке (№ 10, стр. 3). В 1880 году женское Петропавловское училище получило статус женской правительственной гимназии. В гимназии обучалось до 500 учениц.

После революции здесь находилась средняя школа № 331, в послевоенные годы — учреждение, связанное с военной картографией. В начале 50-х годов здание было надстроено двумя этажами. Центральный вход в здание со стороны собора, ранее он не был огорожен. Во двор здания выходят заколоченные окна второго этажа палат Мазепы.
- № 14/5,  памятник архитектуры (региональный) — городская усадьба Венедиктовых — Шнаубертов — Б. Ш. Моносзона (1-я половина XVIII века; начало XX века, архитектор С. С. Эйбушитц)[1].

## Галерея

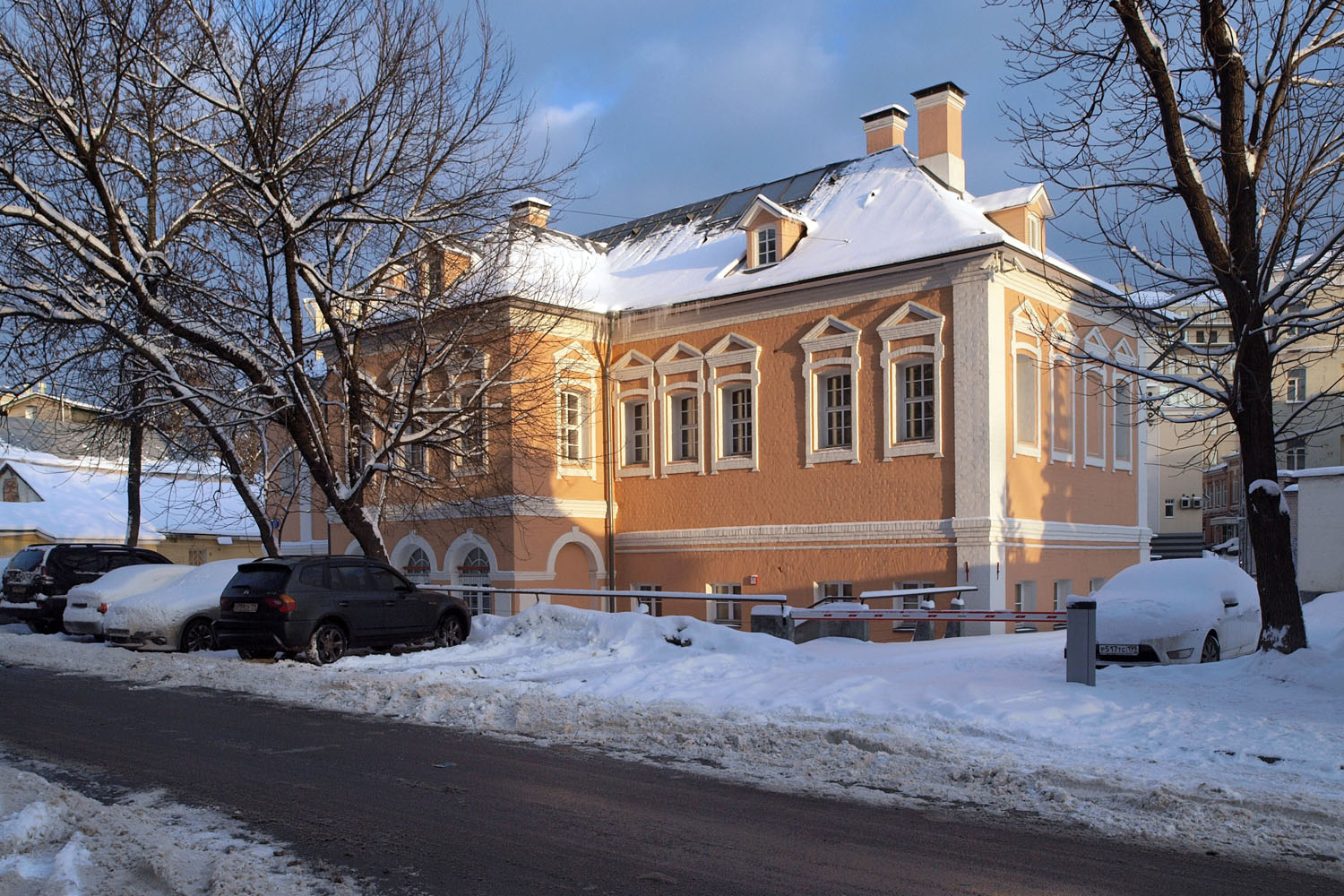
№ 3.
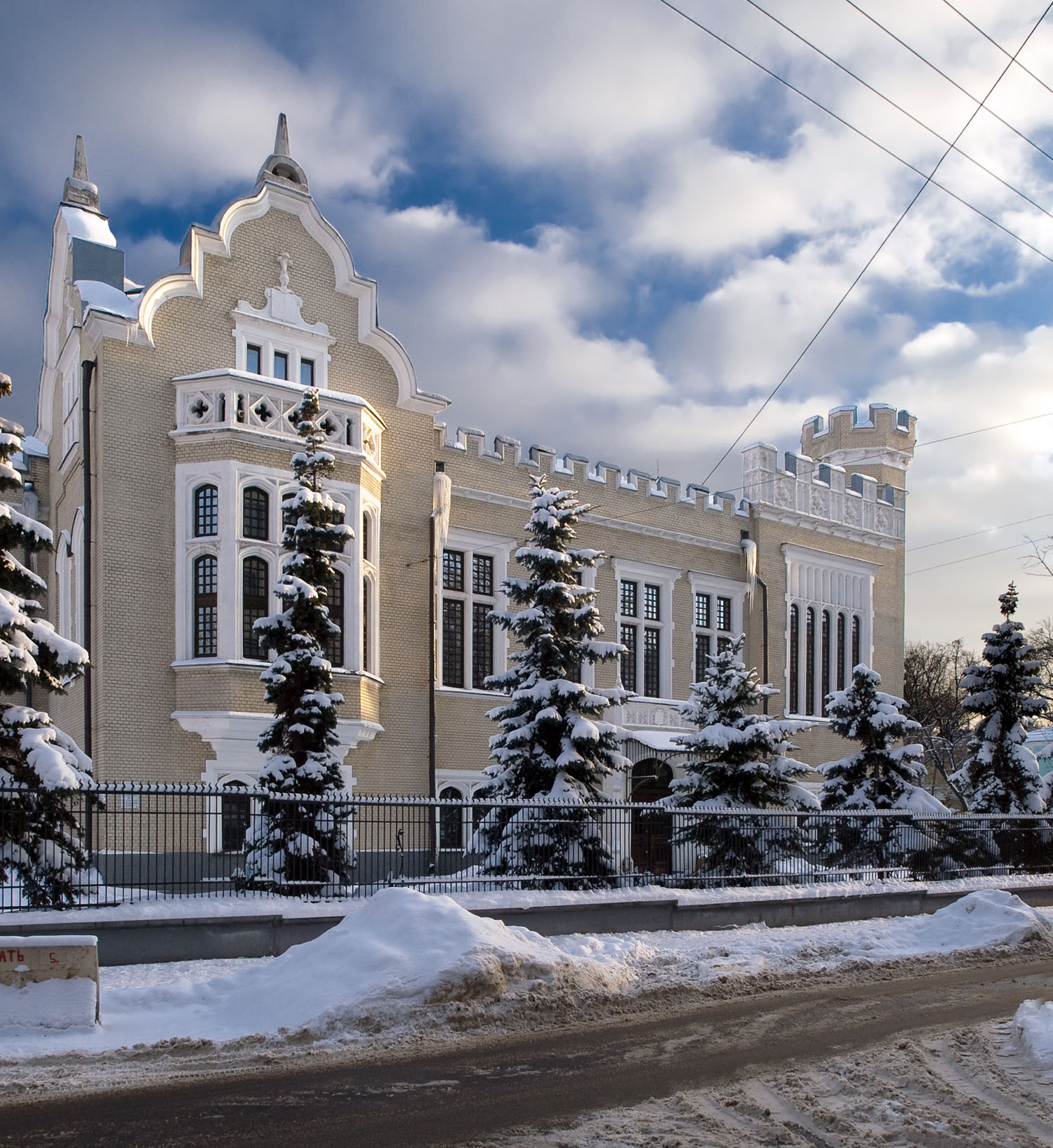
№ 5, стр. 2, усадьба А. Л. Кнопа (1901, арх. К. В. Трейман)
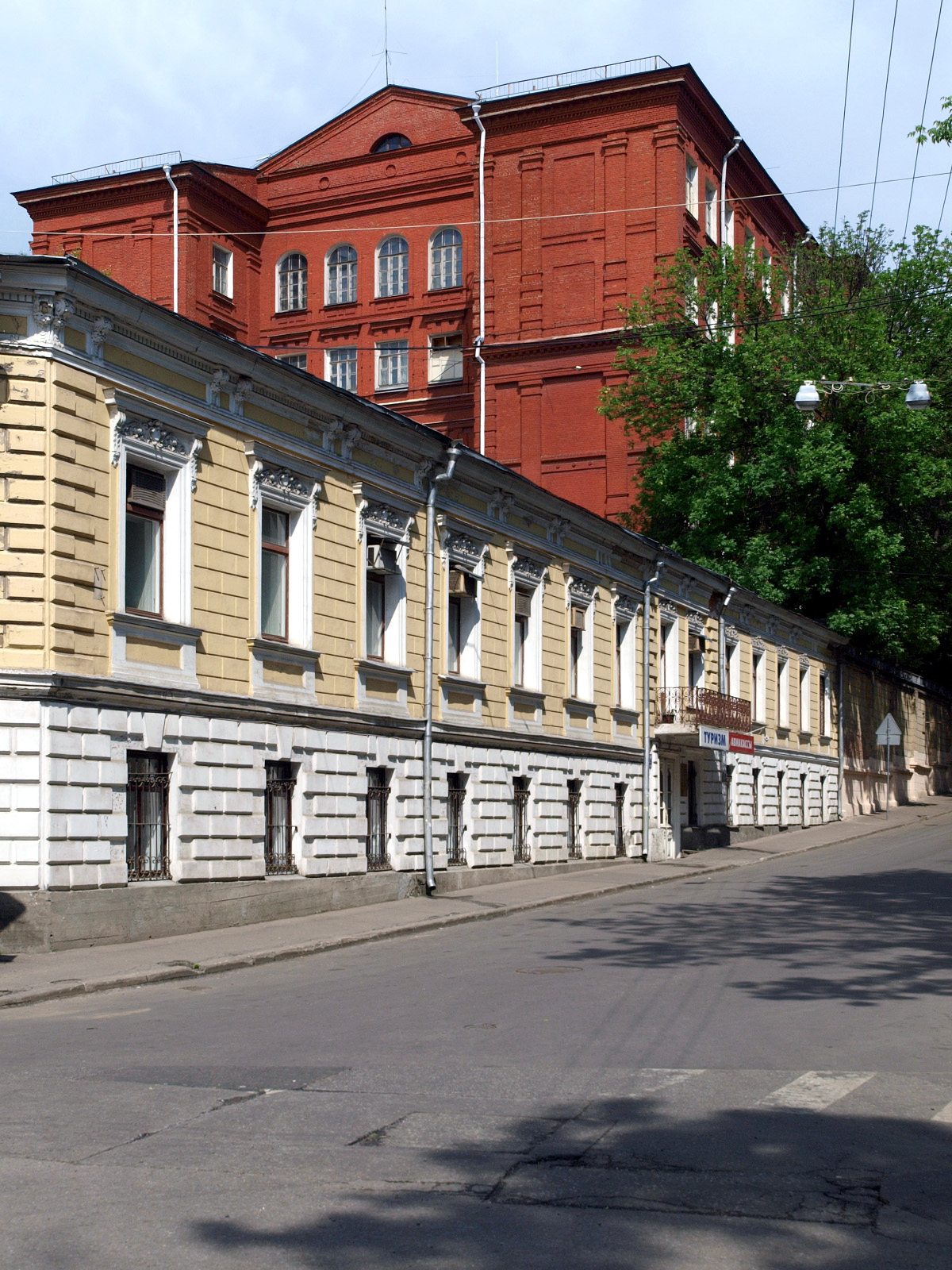
Вид Колпачного переулка с Хохловского переулка.
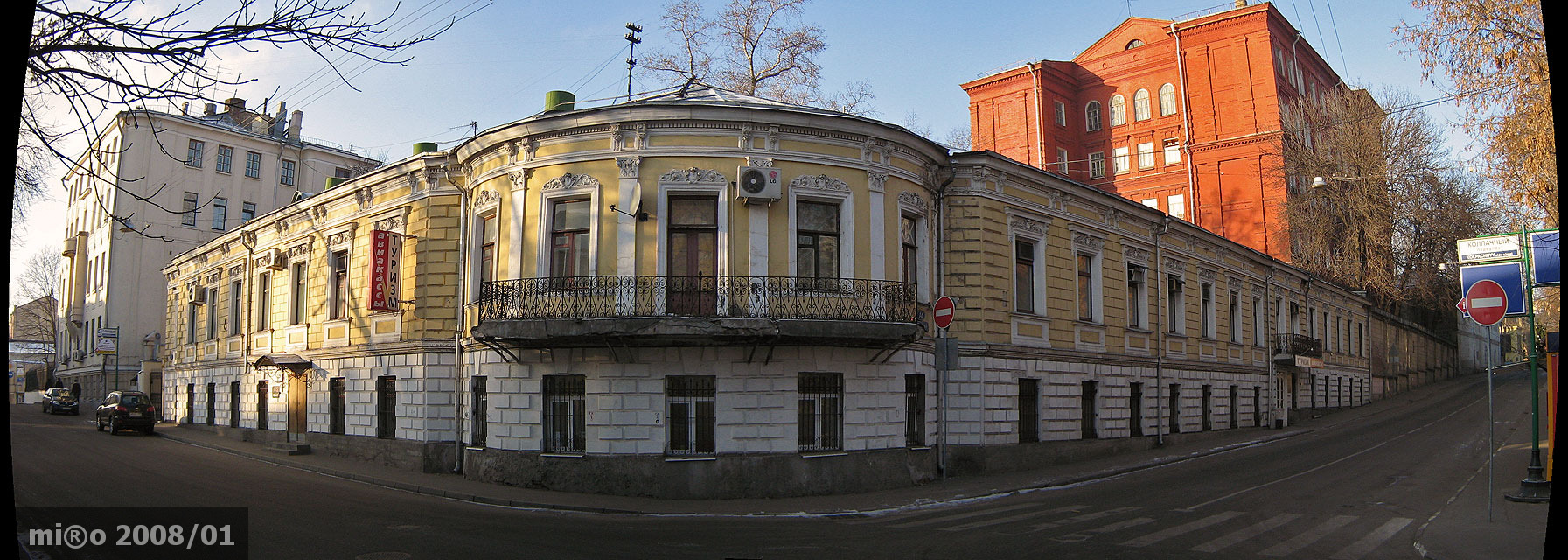
№ 14/5. Городская усадьба Венедиктовых - Шнаубертов - Б.Ш. Моносзона.

## Транспорт
- Станции метро Тургеневская, Чистые пруды, Сретенский бульвар, далее трамваи А, 3, 39 до остановки «Покровские ворота». Далее перейти улицу, направо по Покровке, первый поворот налево.
- Станции метро Китай-город, далее автобусы 122, т25, м3, н3 по Покровке до остановки «Армянский переулок». Далее пешком по Покровке, первый поворот направо.

## Интересные факты
- В Колпачном переулке жил русский пианист Лев Оборин.
- Здесь жила семья археографа Малиновского А. Ф., в гостях у которого в мае 1836 года в свой последний приезд в Москву дважды бывал А. С. Пушкин[8].
- На пересечении Хохловского и Колпачного переулков до сих пор сохранился крутой левый берег реки Рачка.